# Пиньос

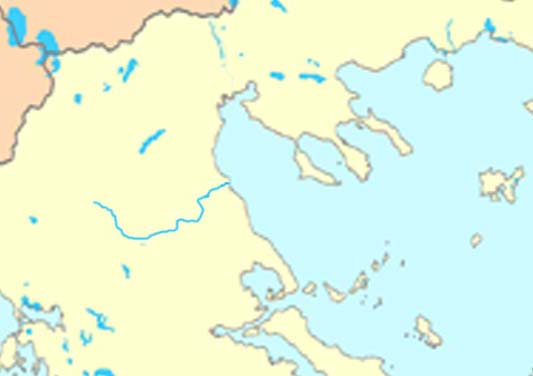

Пиньо́с (Пеней, греч. Πηνειός), прежде Саламбрия (Σαλαβριάς) — наиболее крупная река в Фессалии и третья по длине в Греции, её длина — 205 км, площадь бассейна 10 700 км² (указываются также 257 км и 10 850 км²).
Впадает в залив Термаикос Эгейского моря между горами Олимп и Оса.
Темпейская долина пробита рекой между этими горами перед её впадением в море. Скилак проводил по этой реке границу Эллады.
Территория бассейна в нижнем течении характеризуется средиземноморским климатом, который при удалении от моря он становится более континентальным. Средний расход воды в устье 81 м³/с, значительно меняется в течение года:
| Янв | Фев | Мар | Апр | Май | Июн | Июл | Авг | Сен | Окт | Ноя | Дек | Средний |
| --- | --- | --- | --- | --- | --- | --- | --- | --- | --- | --- | --- | ------- |
| 161 | 160 | 105 | 93  | 71  | 32  | 12  | 11  | 25  | 59  | 61  | 171 | 81      |

## В культуре
Древнегреческий миф гласит, что Геракл пробил горный проход между скалами, в котором образовалась река Пеней. По другому мифу — во время затопления Фессалии разливом Пенея, Посейдон ударом трезубца открыл Темпейскую долину, чтобы дать выход реке.
Пеней упоминается в произведениях античных авторов. Так, у Овидия в «Метаморфозах» упомянута роща Темпи, через которую протекает бурный поток реки Пеней, стекающей с горы Пинд. Красоту долины также воспевал Катулл. Место культа Аполлона.